# 域陀·華迪斯
域陀·華迪斯·阿里瓦斯（1982年1月14日—），是前西班牙足球運動員，司職守門員，曾效力西甲班霸巴塞罗那、英超豪門曼聯。2017年8月宣佈退役。

## 球員生涯

### 球會

#### 巴塞羅那
域陀·華迪斯乃加泰隆尼亞人，出身自於巴塞羅那青訓營拉瑪西亞。自2003年荷蘭籍教練列卡特上任起，域陀·華迪斯便成為球會首席守門員，上陣超過三百場，他出場次數超越前輩蘇比沙列特，是巴塞羅那史上出場次數最多的守門員。他除連贏數屆西甲聯賽冠軍外，還於2005-06年球季贏得歐聯冠軍。2008-09年球季，巴塞隆拿拿到空前的六冠王，域陀·華迪斯作為主力守門員發揮出色，功不可沒。
2013年5月31日，域陀·華迪斯宣佈將效力至2014年6月合約結束。

#### 曼聯
2015年1月8日，英超球會曼聯宣佈域陀·華迪斯正式加盟，合約為期18個月，另球會有選擇權延長合約一年，時任領隊范加尔稱華迪斯乃擔任球會第二號門將。2015年5月17日, 域陀·華迪斯入替受傷的大衞·迪基亞，但不幸地入場後就被隊友射入一球烏龍球。一星期後，域陀·華迪斯憑藉2個出色的撲救，成功保持不失球，以0-0與侯城打成平手。
然而，自2015年8月左右，范加尔將華迪斯的名字從曼聯主隊正選中剔除，被下放到青年軍，華迪斯拒絕效力青年軍，范加尔亦沒有讓步。這引來大眾傳媒的抨擊，指范加尔橫蠻及處事不公，偏幫剛以自由身簽下的罗梅罗。土超球隊贝西克塔什曾表示有意簽下華迪斯但最後因轉會費協議出現問題而轉會失敗。11月，華迪斯更被威脅稱若他與主隊的球員聯絡，就會被罰款。

### 國家隊
雖然年輕時的域陀·華迪斯乃巴塞羅那正選守门员，但西班牙的正選國門一直是卡西利亚斯，所以代表國家隊出場的次數不多，不過長年穩居巴薩先發門將已經證明巴爾德斯是一名世界頂級守門員，也隨隊獲得2010年世界杯冠軍。

## 荣誉
巴塞隆納
- 欧洲冠军联赛冠军：2005-06，2008-09，2010-11
- 西甲联赛冠军：2004-05，2005-06，2008-09，2009-10，2010-11，2012-13
- 西班牙超级杯冠军：2005，2006，2009，2010，2011，2013
- 西班牙国王杯冠军：2008-09，2011-12
- 歐洲超級盃冠軍﹕2009，2011
- 世界冠軍球會盃冠軍﹕2009，2011

西班牙
- 2010年世界盃足球賽冠军
- 2012年歐洲足球錦標賽冠军

个人
- 加泰罗尼亚年度最佳运动员：2011年
- 萨莫拉奖：2004–05, 2008–09, 2009–10, 2010–11, 2011–12

## 外部連結
- 巴塞罗纳官網個人簡歷 （页面存档备份，存于）
- 巴塞罗纳球迷網站個人簡歷
- 足球数据库：域陀·華迪斯的球员统计数据